# Tobu World Square

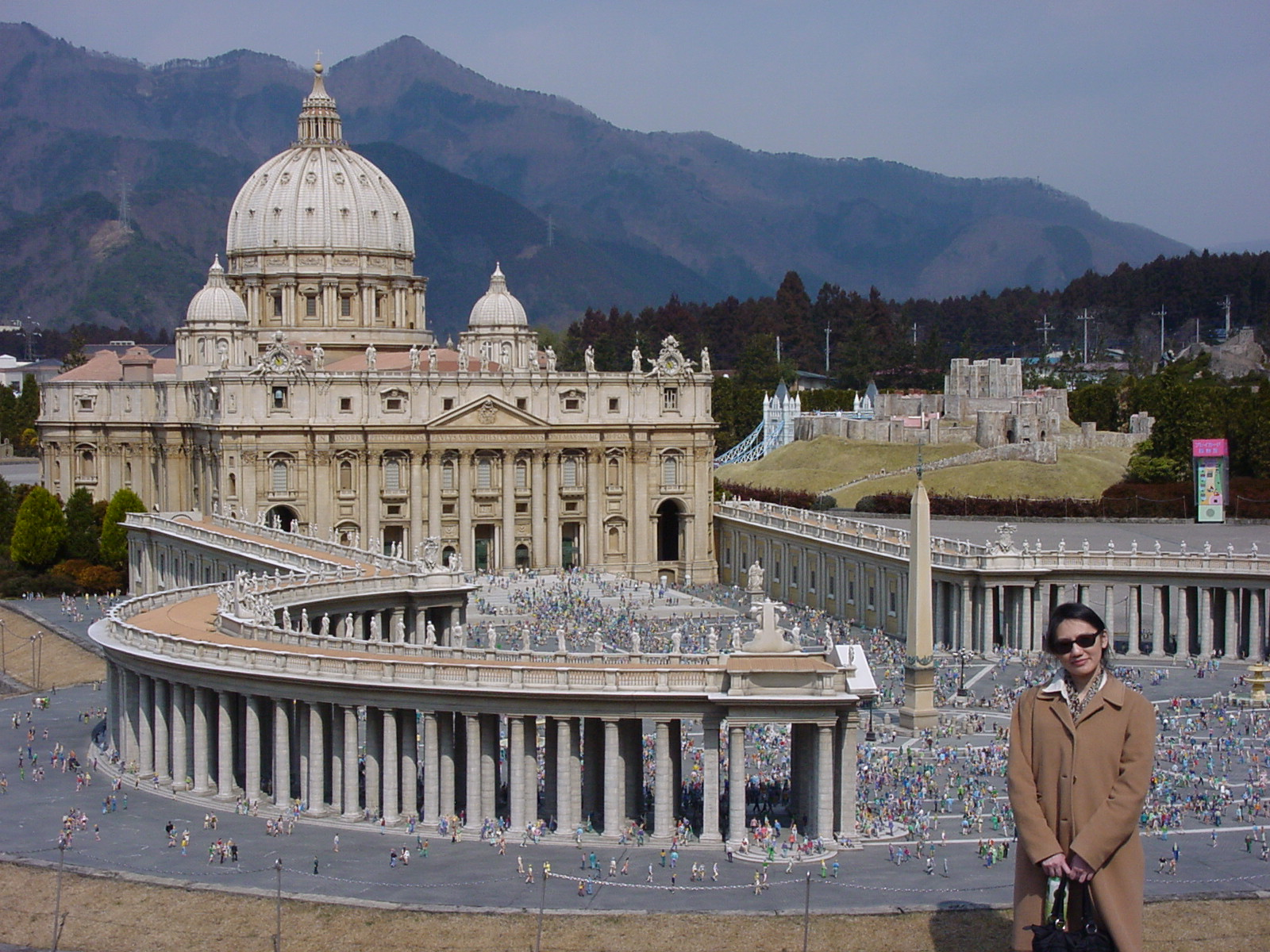
Réplique de la basilique St-Pierre à l'échelle 1:25

Tobu World Square (東武ワールドスクウェア) est un parc de miniatures japonais situé dans la préfecture de Tochigi, à 8 minutes à pied de la source chaude de Kinugawa (en). Il s'enorgueillit de présenter 42 des plus célèbres sites du patrimoine mondial de l'UNESCO miniaturisés à l'échelle 1/25e.